# Roberto Russo (réalisateur)
Pour les articles homonymes, voir Roberto Russo.
Roberto Russo, né le 28 septembre 1947 à Rome dans la région du Latium, est un réalisateur, scénariste et chef-opérateur italien.
Chef-opérateur à ses débuts, il est l'auteur d'une petite carrière de réalisateur et de scénariste dans les années 1980. Il remporte avec son premier long-métrage, Flirt, le David di Donatello du meilleur réalisateur débutant en 1984.

## Biographie
Chef-opérateur, il débute au cinéma avec la comédie Le Canard à l'orange (L'anatra all'arancia) de Luciano Salce en 1975 et travaille ensuite pour différents réalisateurs, comme Lucio Fulci, Pupi Avati, Franco Rossi ou Steno.
En 1983, il commence une carrière de réalisateur avec la comédie Flirt, qui raconte l'histoire d'un couple (incarné par Jean-Luc Bideau et Monica Vitti) perturbé par l'imagination du mari qui rêve à haute voix la nuit qu'il vit avec sa femme et une partenaire imaginaire dans un étonnant ménage à trois, ce qui provoque la colère et la jalousie de sa compagne. Il reçoit le David di Donatello du meilleur réalisateur débutant l'année suivante avec ce film.
Il participe en 1984 à la réalisation d'un documentaire collectif consacré à l'homme politique Enrico Berlinguer. En 1986, il réalise le drame Francesca è mia qui raconte l'histoire d'un amour fou, possessif et dévastateur entre Monica Vitti et Pierre Malet.
En 1990, il collabore à l'écriture du scénario et produit le premier film de Monica Vitti, le drame Scandale secret (Scandalo segreto), avec Vitti et l'acteur américain Elliott Gould dans les rôles principaux. Il s'agit de la dernière apparition de Vitti au cinéma.
En 2000, après dix-sept ans de vie commune, il épouse Monica Vitti.

## Filmographie

### Comme réalisateur
- 1983 : Flirt
- 1984 : L'addio a Enrico Berlinguer (documentaire collectif)
- 1988 : Francesca è mia

### Comme scénariste
- 1983 : Flirt
- 1988 : Francesca è mia
- 1990 : Scandale secret (Scandalo segreto) de Monica Vitti

### Comme producteur
- 1990 : Scandale secret (Scandalo segreto) de Monica Vitti

## Prix et distinctions
Pour Flirt :
- David di Donatello du meilleur réalisateur débutant en 1984,
- Globe d'or du meilleur premier film en 1984,
- Nomination au Ruban d'argent du meilleur nouveau réalisateur en 1984,
- Nomination à l'Ours d'or en 1984.

## Sources
- (it) Roberto Poppi, Dizionario del cinema italiano : I film, vol. 5, dal 1980 a 1989, Rome, Gremese, 2000, 352 p. (ISBN 978-88-7742-423-5, lire en ligne), p. 260-261-267
- Stefano Masi et Enrico Lancia (trad. de l'italien), Les seductrices du cinéma italien, Rome, Gremesse, 1996, 226 p. (ISBN 88-7301-075-X, lire en ligne), p. 194.
- Jean Tulard, Le Nouveau guide des films – Intégrale, Paris, Robert Laffont, 2013, 1230 p. (ISBN 978-2-221-10451-4).